# توني هيلر
توني هيلر (بالإنجليزية: Tony Hiller)‏‏ (30 يوليو 1927 - 27 أغسطس 2018*) هو كاتب أغاني بريطاني. بدأ مسيرته الموسيقية كعضو في أغنية و الرقص الثنائي الخاص بذا هيلر بروثيرز، حيثُ تشارك في المسرح مع أخيه إيرفينغ.

## روابط خارجية
- توني هيلر على موقع ميوزك برينز (الإنجليزية)
- توني هيلر على موقع أول ميوزيك (الإنجليزية)
- توني هيلر على موقع ديسكوغز (الإنجليزية)
- الموقع الرسمي